# Abbaye de Remiremont

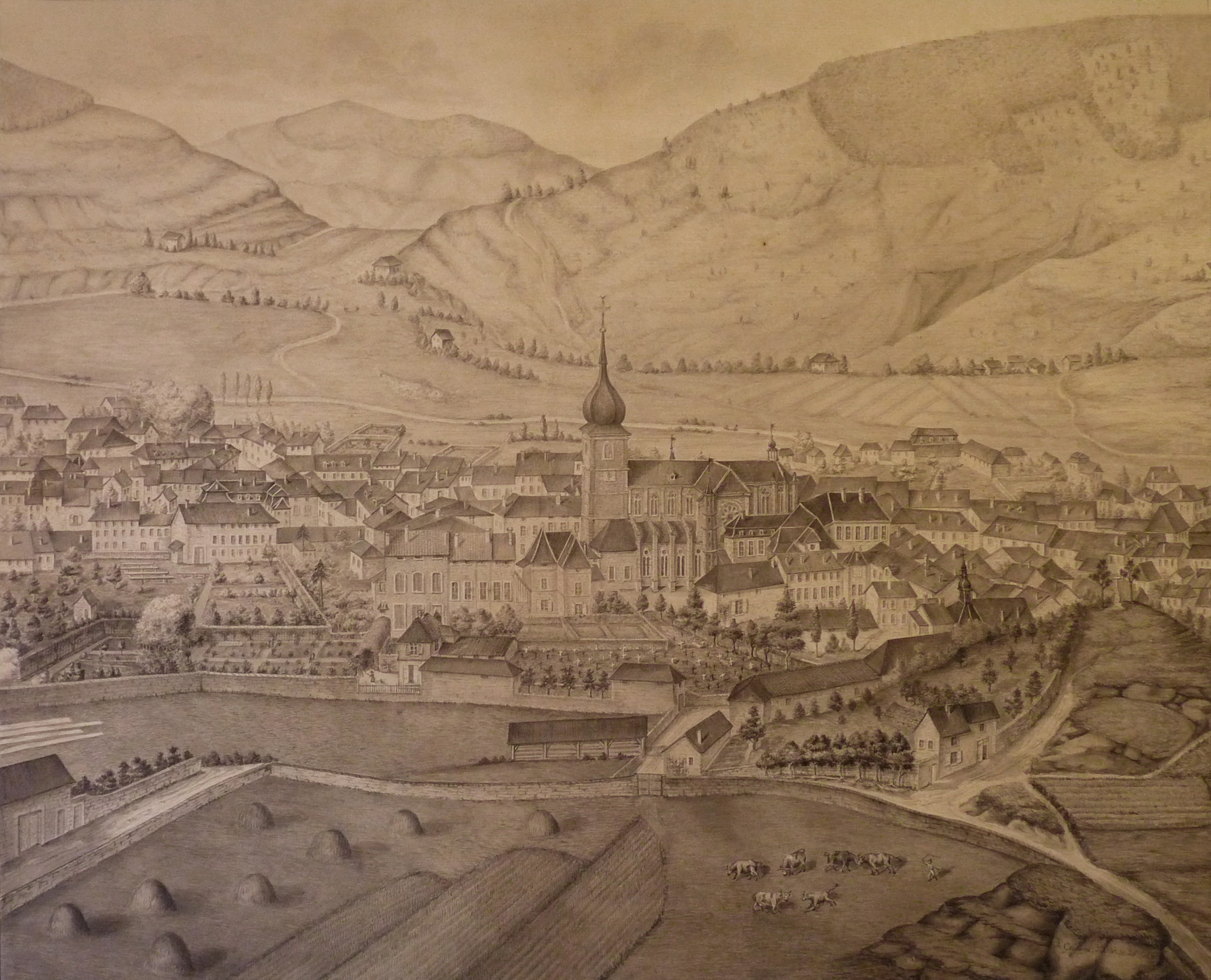
Vue de Remiremont-1826

Abbaye de Remiremont var ett romersk-katolskt kloster för kvinnor ur benediktinorden i Remiremont i Frankrike.

## Biografi
Klostret grundades av Romaric omkring år 620. Det var ursprungligen ett dubbelkloster för både nunnor och munkar som följde Columbanus orden. 920 övergick nunnorna till benediktinorden och 1057 blev det ett kloster för enbart kvinnor när munkarnas del av kloster brann ned och upplöstes. Nunneklostret fick samma sekel privilegium av kejserligt kloster, vilket ställde det direkt under påven, befriade det från ärkebiskopens myndighet och gav det status som ett självständigt klosterfurstendöme. Det lydde under den tysk-romerska kejsaren, kungen av Frankrike och hertigen av Lothringen. 
Under 1200-talet övergick klostret till ett så kallat sekulärt kloster, vilket innebar att dess medlemmar inte längre avlade permanenta löften, utan enbart tillfälliga, vilket innebar att de kunde lämna det när det önskade och gifta sig. I fortsättningen avlade enbart abbedissan permanenta klosterlöften som nunna, medan de övriga femtio medlemmarna bestod av adliga kvinnor som endast avlade tillfälliga löften för att kunna få en inkomst fram till sitt eventuella giftermål. 
Klostret konfiskerades och upplöstes under franska revolutionen år 1790. 